# BNP Paribas Open 2012
BNP Paribas Open 2012 — профессиональный теннисный турнир, в 37-й раз проводившийся в небольшом калифорнийском городке Индиан-Уэллсе на открытых хардовых кортах. Мужской турнир имеет категорию ATP 1000, а женский — WTA Premier Mandatory. Калифорнийский турнир открыл мини-серию из двух турниров, основная сетка которых играется более 1 недели (следом намечен турнир в Майами). Соревнования были проведены на кортах Indian Wells Tennis Garden — с 5 по 18 марта.
Прошлогодние победители:
- мужчины одиночки —  Новак Джокович.
- женщины одиночки —  Каролина Возняцки.
- мужчины пары —  Александр Долгополов /  Ксавье Малисс.
- женщины пары —  Елена Веснина /  Саня Мирза.

## Соревнования

### Одиночный турнир

#### Мужчины
Роджер Федерер обыграл  Джона Изнера со счётом 7-67, 6-3.
- Роджер Федерер выигрывает 3й титул в сезоне и 73й за карьеру в основном туре ассоциации.
- Джон Изнер уступает 1й финал в сезоне и 6й за карьеру в основном туре ассоциации.

#### Женщины
Виктория Азаренко обыграла  Марию Шарапову о счётом 6-2, 6-3.
- Виктория Азаренко выигрывает 4й титул в сезоне и 12й за карьеру в туре ассоциации.
- Мария Шарапова уступает 2й финал в сезоне и 15й за карьеру в туре ассоциации.

### Парный турнир

#### Мужчины
Марк Лопес /  Рафаэль Надаль обыграли  Джона Изнера /  Сэма Куэрри со счётом 6-2, 7-63.
- Марк Лопес выигрывает 1й титул в сезоне и 6й за карьеру в основном туре ассоциации.
- Рафаэль Надаль выигрывает 1й титул в сезоне и 8й за карьеру в основном туре ассоциации.

#### Женщины
Лизель Хубер /  Лиза Реймонд обыграли  Саню Мирзу /  Елену Веснину со счётом 6-2, 6-3.
- Лиза Реймонд выигрывает свой 4й титул в сезоне и 78й за карьеру в туре ассоциации.
- Лизель Хубер выигрывает свой 4й титул в сезоне и 52й за карьеру в туре ассоциации.